# Madarász István (püspök)
Madarász István, 1907-ig Maszárovits István (Nagyszombat, 1884. július 10. – Hejce, 1948. augusztus 8.) kassai megyés püspök, pápai prelátus, nagyváradi kanonok.

## Pályafutása
A gimnáziumot szülővárosában, a teológiát a budapesti Központi Papnevelő Intézetben végezte. 1907. január 3-án pappá szentelték. Hitoktató, 1909-től káplán Budapest-Tabánban, illetve 1909–1915 között hittanár. 1915–1925 között a hercegprímás irodájában levéltáros, jegyző és titkár.
1926–1929 között Budapesten a Bazilika plébánosa és zámi apát, 1929–1939 között a Vallás- és Közoktatásügyi Minisztérium tanácsosa, az egyházi ügyosztály vezetője. 1932-től prelátus, 1933-tól váradi kanonok. 1936-ban a manilai Eucharisztikus világkongresszuson a magyar zarándokok vezetője.

### Püspöki pályafutása
XII. Pius 1939. július 19-én kassai püspökké és egyidejűleg a szatmári egyházmegye apostoli kormányzójává nevezte ki, utóbbit 1941-ig töltötte be. Kassán szeptember 16-án foglalta el a székét. A kassai magyarok közül elsőkként 1945. február 26-án székvárosából Tost Barna kassai plébánossal együtt kiutasították. Székhelyét Hejcére, a püspöki nyaralóba helyezte át. A kiutasított papoknak új lelkészségeket szervezett.
1915-től a Szent István Akadémia I. osztályának tagja, az Országos Julián Iskola Egyesület, a Katolikus Tanoncvédő Egyesület és az Országos Katolikus Tanács elnöke volt.

## Művei
- Apologetika v. a kat. vallás alapigazságainak védelme. Írta Uhlyárik Jenő. Átd. Budapest, 1907 (5. kiad. Budapest, 1921)
- A budapesti IV. ker. közs. leánygimnáziumban a Boldogságos Szűz és Alexandriai Szent Katalin pártfogása alatt működő Mária-kongr-nak 3 é. működése 1909-12. Budapest, 1912
- A modern materializmus és a theisztikus világnézet. Gyakorlati tanítás a középisk. 8. osztályában. Budapest, 1912
- Ostwald Vilmos energetikai monismusa. (Klny. Religio) – Budapest, 1914
- Impressziók egyiptomi és szentföldi utamról. Nagyszombat, 1915
- Wervorn Miksa pszichomonizmusa. Székfoglaló ért. Nagyszombat, 1919
- Charles Dominic Plater SJ. Az ang. kat. mozg. ap-a. Írta C. C. Martinadle. Ford. Nagyszombat, 1925
- Életproblémák. Hitvédelmi előadások. 1-4. sorozat. Nagyszombat, 1925-37
- Optimizmus vagy pesszimizmus-e a kereszténység? Nagyszombat, 1937 (Klny. Egyh. Lapok)
- Vallásváltoztatás magyar közjogi szempontból. Budapest, 1938
- A hősiesség eszménye és a kerség. Kassa, 1942
- Madarász István kassai megyés püspök nagyböjti szózata. Kassa, 1944[1]